# Hysterostegiella
Hysterostegiella is een geslacht van schimmels uit de orde Helotiales. De familis is nog niet met zekerheid bepaald (Incertae sedis). De typesoort is Hysterostegiella fenestrata.

## Soorten
Volgens Index Fungorum telt het geslacht elf soorten (peildatum maart 2022):
| Soortnaam                                      | Auteur(s)                               | Publicatiejaar |
| ---------------------------------------------- | --------------------------------------- | -------------- |
| Hysterostegiella crassomarginata               | Graddon                                 | 1990           |
| Hysterostegiella dowardensis                   | (Graddon) B. Hein                       | 1983           |
| Hysterostegiella dumeti (Bramendekselbekertje) | (Sacc. & Speg.) B. Hein                 | 1983           |
| Hysterostegiella fenestrata                    | (Roberge ex Desm.) Höhn.                | 1917           |
| Hysterostegiella hydrophila                    | (E. Bommer, M. Rousseau & Sacc.) Défago | 1968           |
| Hysterostegiella juniperina                    | (E. Müll.) Schmid-Heckel                | 1988           |
| Hysterostegiella lapponica                     | Défago                                  | 1968           |
| Hysterostegiella lauri                         | (Caldesi) B. Hein                       | 1983           |
| Hysterostegiella quercea                       | (Fautrey & Lambotte) B. Hein            | 1983           |
| Hysterostegiella valvata                       | (Mont.) Höhn.                           | 1917           |
| Hysterostegiella zelendarkensis                | Svrček                                  | 1978           |